# Patron Marius Oliveri (SNS 062)
Le Patron Marius Oliveri (SNS 062) est un bateau de la Société nationale de sauvetage en mer (SNSM) en France affecté à la station de sauvetage de Sète. Il fait partie de la série des canot tous temps de 17,60 m, série commencée en 1980. C'est un canot tous temps avec une coque en polyester et en CVR (composite verre-résine) et est insubmersible et auto-redressable. Il peut ainsi sortir dans n'importe quelle condition de vent et de mer, et peut affronter les mers les plus dures. Il appareille après le quart-d'heure qui suit l'alerte, elle-même déclenchée par le CROSS Med pour un sauvetage. Les canots tous temps sont reconnaissables à leur coque de couleur verte (couleur héritée de la SCSN) et à leur immatriculation « SNS 0nn ».

## Histoire
Mis en service à Sète le 12 août 1987, il est béni le 14 novembre 1987. Sa marraine est Marianne Oulhen, fille du président et patron du canot de 14 m SNS 007 Capitaine de corvette Cogniet de la station de l’Aberwrac’h disparu le 7 août 1986 lors du naufrage du canot. Ce navire remplace le canot de 11,50 m Maréchal Joffre qui était en service à Sète depuis le 30 septembre 1948. Il a effectué plus de 1 200 sauvetages dont 44 personnes qui ont été sauvées d'une mort certaine, 961 ont été assistées et 387 bateaux ramenés au port .
Le 11 novembre 2017, le SNS 062 a été transféré à la station SNSM de Calvi où il assure le sauvetage au large des côtes corses en remplacement d'une vedette de première classe de 13 m SNS 128 Notre-Dame de la Serra.
Pour prendre la suite du SNS 062, la station de Sète a reçu le 9 octobre 2017 le troisième canot tout temps de nouvelle génération (CTT NG) de 18 m SNS 003 Amiral Leenhardt.

### Interventions notables
Le 19 octobre 1992, par gros temps et par visibilité nulle, il intervient au devant du voilier de 9 m Tanagra qui a chaviré au large de Frontignan, il essayait de rentrer au port de Palavas-les-Flots. En cours de route, une gigantesque vague brise les vitres avant de la cabine ; l'eau s'engouffre dans la timonerie créant des courts-circuits et stoppant un des moteurs du canot, privant le canot de radar et de radio (sauf celle de secours). Par chance, la porte arrière donnant sur le pont extérieur est ouverte permettant la sortie d'une partie de l'eau embarquée. Avec 3 blessés à bord et embarquant de l'eau à chaque vague, le canot est contraint d'abandonner la mission. Le skippeur du voilier est hélitreuillé vivant, son équipier est décédé. Le canot sera escorté les jours suivants pour être convoyé à la Seyne-sur-Mer pour des réparations, il reviendra à sa base en février 1993.
Le 25 novembre 1995, près des rochers et dans des creux de 4 mètres, il repêche in extremis dans la nuit les trois équipiers du voilier de 10 m Laetitia chaviré par des rouleaux à l'entrée du port de Sète. Une tentative de remorquage échouera, le voilier étant plein d'eau. L'opération nécessite six sauveteurs sur le pont du canot, pour sortir un à un les occupants du voilier.
Le 22 février 1999, alors que la Tramontane souffle force 9 à 10, le chalutier Sétois Regina Maris qui se trouve à 12 milles au large de Sète demande assistance immédiate car victime d'une importante voie d'eau. Par mer grosse et mauvaise visibilité, il arrive sur les lieux du naufrage où 5 naufragés sont récupérés en état d'hypothermie avancée ; un des marins pêcheurs décédera.
Le 11 avril 2002, par tempête de Sud-Est de force 9 Beaufort, il remorque le voilier-école en perdition MACIF 12 au large de Port-la-Nouvelle, dans des creux de 6 m, il permet de de venir à bout d'un remorquage difficile où la vedette de 12 m SNS 119 Notre-Dame des Aouzils II de Gruissan ne cessait de casser les remorques.

## Service
D'une longueur de 17,60 m pour 4,40 m de large, d'une vitesse maximale de 20 nœuds, et 900 chevaux il est en service à la station SNSM de Sète depuis août 1987 et est baptisé en novembre 1987. En 2009, le canot sort environ deux fois par mois mais on observe un pic d’interventions lors de la saison estivale. La zone intervention du canot est de  la Pointe de l'Espiguette à Gruissan ; sachant qu'il peut intervenir jusqu'à 40 milles au large du Golfe du Lion. Il appareille 365 jours par an et 24 h sur 24.